# Unabhängigkeitsmarsch

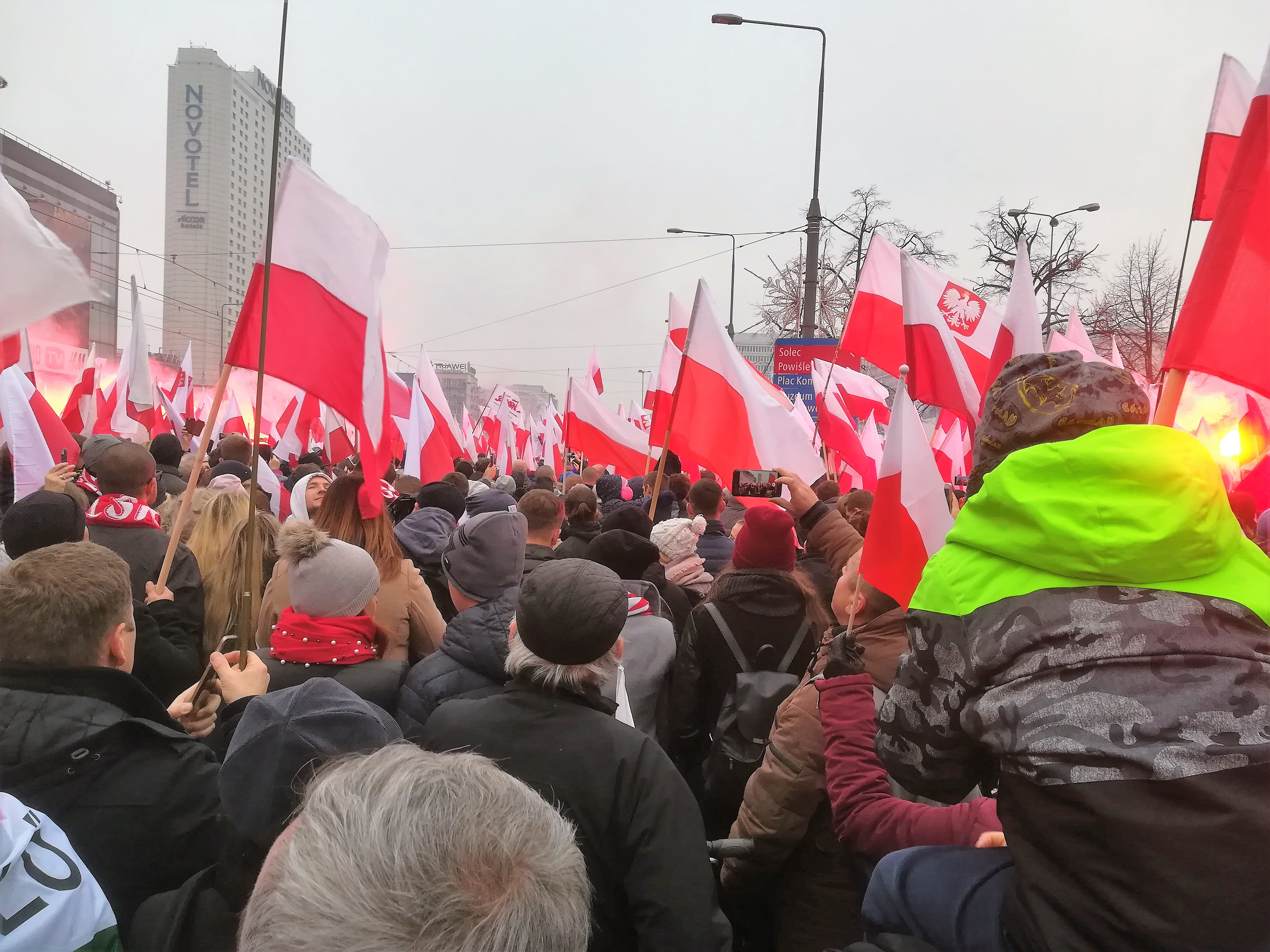
Unabhängigkeitsmarsch, 2018

Der Unabhängigkeitsmarsch (polnisch Marsz Niepodległości) ist ein jährlicher patriotischer und nationalistischer Demonstrationsmarsch in Warschau zum Polnischen Unabhängigkeitstag am 11. November.

## Geschichte
Vor 2011 wurde der Marsch von den rechtsradikalen Organisationen Allpolnische Jugend und Nationalradikales Lager organisiert. 2011 wurde der Verein Stowarzyszenie Marsz Niepodległości gegründet, der die Organisation übernommen hat. Viele Organisationen der Neuen Rechten aus ganz Europa reisen mittlerweile zu dem Unabhängigkeitsmarsch an.
An dem Marsch zum 99. Jahrestag der Unabhängigkeit im Jahr 2017 nahmen rund 60.000 Menschen teil, 2.000 Personen nahmen an Gegendemonstrationen teil. Auf dem Marsch waren Plakate mit der Aufschrift „Sauberes Blut“ zu sehen. Im Laufe der Jahre kamen weitere Plakate oder Slogans wie „Reines Polen, weißes Polen“ und „Weißes Europa der Brudernationen“ hinzu.
2018 sollen bis zu 250.000 Personen an der Veranstaltung teilgenommen haben. In der Regel laufen ca. 100.000 Demonstranten mit, darunter viele Nationalisten aus ganz Europa.
Die Teilnehmer werden als rechtsradikal, rassistisch und antisemitisch kritisiert. Es werden von Teilnehmern oft fremdenfeindliche und homophobe Banner zur Schau gestellt. Es finden regelmäßig Gegendemonstrationen statt und es kommt nicht selten zu Gewaltakten.